# Щёголев, Иринарх Михайлович
Иринарх Михайлович Щёголев (1873 — 1943) — украинский советский энтомолог.

## Биография
Родился 28 ноября (10 декабря) 1873 года в Екатеринославской губернии.
Окончил Киевский политехнический институт. Работал и. о. помощника Губернского энтомолога Таврического Земства. С 1923 года — профессор Киевского сельскохозяйственного института. В 1919—1924 годах — сотрудник Сельскохозяйственного научного комитета УССР.

## Труды
Труда Щёголева посвящены борьбе с вредителями сельского хозяйства. Самыми известными, имеющими большое значение и сегодня, являются труды по зоологической номенклатуре и терминологии.
- Щеголев, И. М. Вредные насекомые и болезни растений, наблюдавшиеся в Таврической губернии в течение 1914 года : Отчет о деятельности пом. губ. энтомолога Тавр. земства за 1914 г. / И. М. Щеголев. — Симферополь : тип. Тавр. Губ. земства, 1915 — данная работа представляет собой брошюру с кратким отчетом о вредителях и болезнях растений Таврической губернии.

- В 1918 году вышел словарь Щёголева «Словарь украинского энтомологической номенклатуры»;
- В 1928 году издана публикация «Названия беспозвоночных животных» в серии «Словарь зоологической номенклатуры».
- «Через Становой хребет: (Изыскание Нелькан — Аянского тракта. Экспедиция 1903 г.)» /Предисл. н — ка экспедиции инж. В. Е. Попова. — Землеведение, 1906, т. 13, кн. 1/2, с. 68 — 140; кн. 3/4, с. 1 — 33.